# Óblast de Vítebsk
El óblast de Vítebsk (en bielorruso: Ві́цебская во́бласць, Vítsebskaya Vóblast) es una de las seis regiones que conforman la República de Bielorrusia. Tiene un área de 40.100 km² y una población de 1.321.100 personas (estimación de 2004). el óblast tiene la menor densidad de población del país (33 personas/km²).
Entre las ciudades y pueblos más importantes hay que destacar Vítebsk (capital), Orsha, Navapólatsk y Pólatsk.

## Subdivisión territorial
- Beshankovichy
- Braslov
- Chashniki
- Dokshytsy
- Dubrovna
- Garadok
- Glybokaye
- Lepiel
- Liozna
- Miory
- Orsha
- Pastavy
- Polotsk
- Rasony
- Sharkavschina
- Shumilina
- Senna
- Talachin
- Ushachi
- Vitebsk
- Vierhniadzvinsk

## Demografía

Composición étnica de los raiones de la provincia de Vítebsk según el censo de 2009
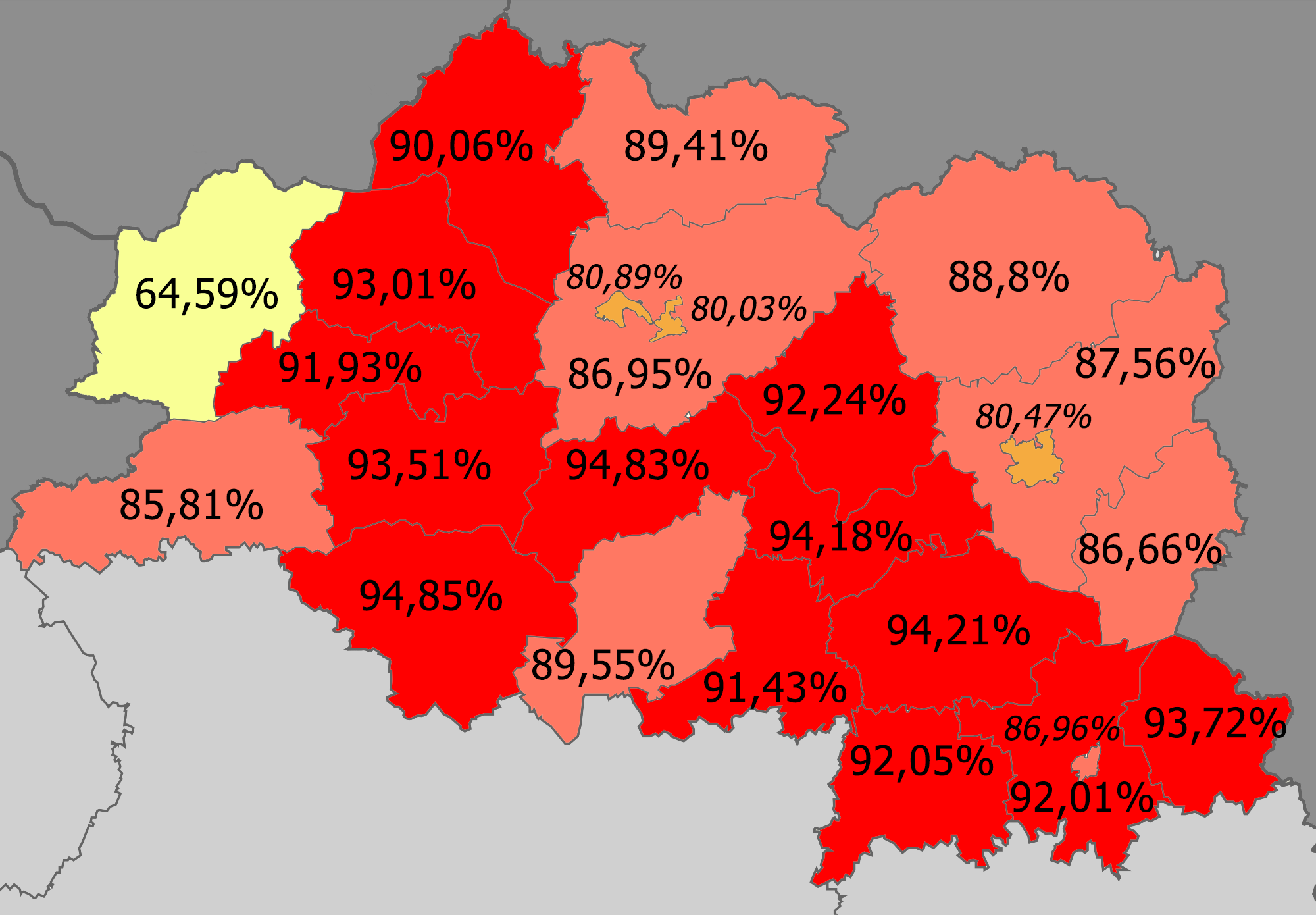
Bielorrusos en la provincia     >90%     85—90%     80–85%     <80% (64.59%)
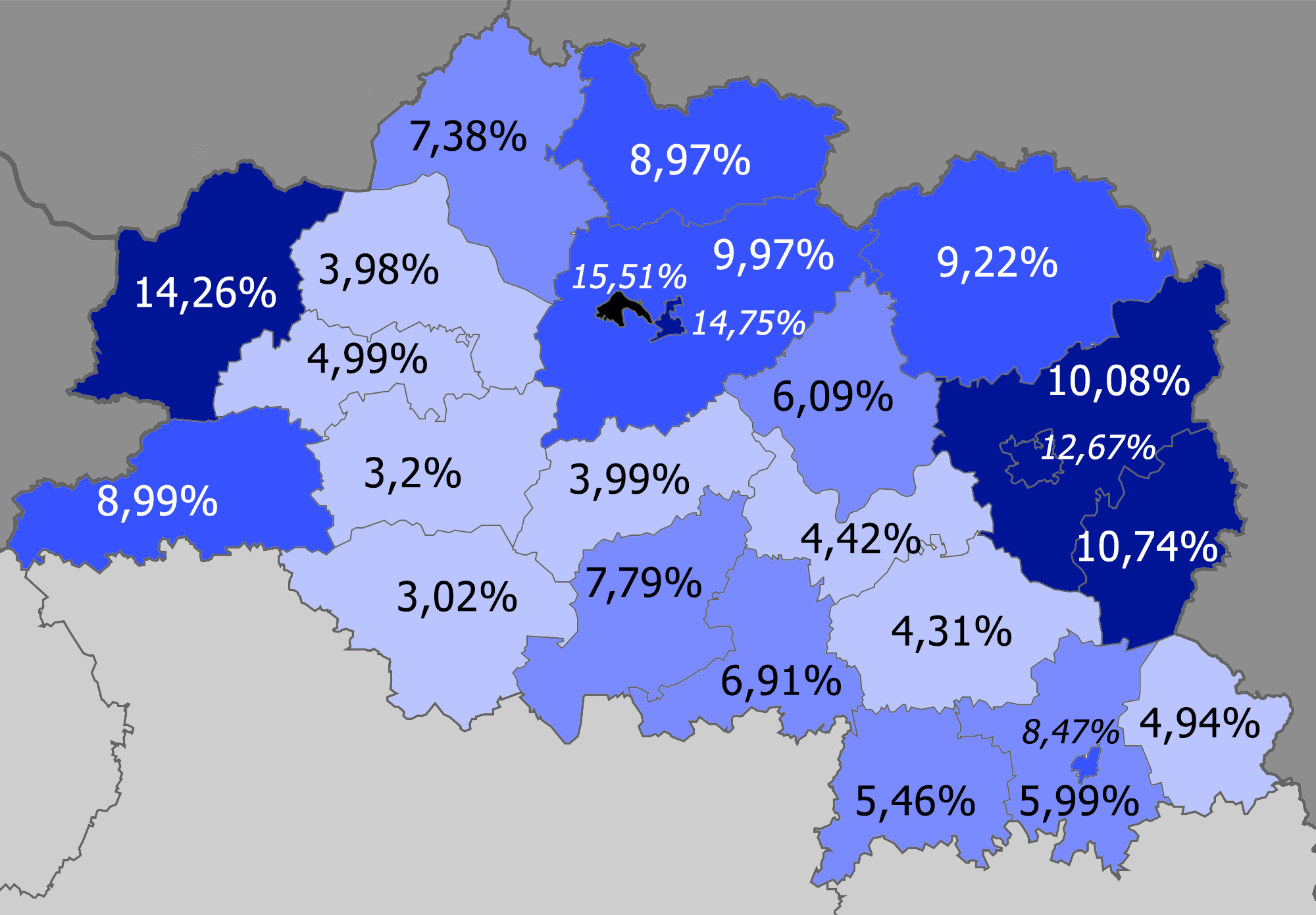
Rusos en la provincia     >15%     10–15%     8–10%     5–8%     <5%
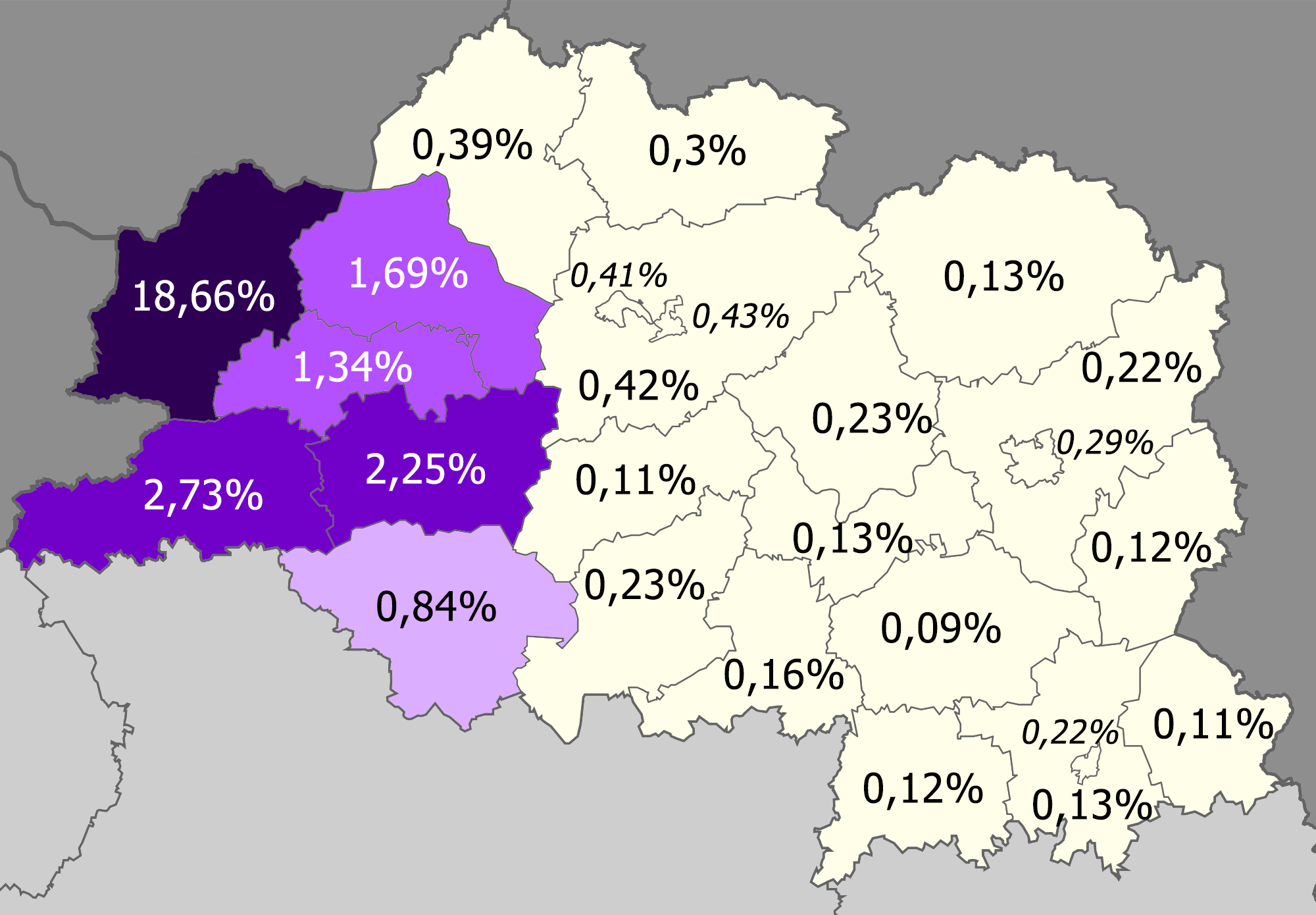
Polacos en la provincia     >5%     2–5%     1–2%     0.5–1%     <0.5%